# Озерки (приток Чиглы)
Озерки — река в Бутурлиновском районе Воронежской области, правый приток Чиглы. Длина реки составляет 20 километров. Площадь водосборного бассейна — 102 км².

## Описание
Начинается из пруда на высоте 169 метров над уровнем моря вблизи деревни Благовещенский как балка Репная. Течёт в северном направлении через посёлок Репный, сёла Верхние Озёрки и Озёрки по открытой местности. Местами имеет крутые берега высотой 3 метра. В низовьях поворачивает на восток. Устье находится в 56 км по левому берегу реки Чигла в селе Озерки на высоте 115 метров над уровнем моря. На реке организованы пять прудов.
Притоки — балки Лапшинова (слева), Сухая Лощина и Клинская (обе — правые).

## Данные водного реестра
По данным государственного водного реестра России относится к Донскому бассейновому округу, речной бассейн — Дон (российская часть бассейна), речной подбассейн — бассейны притоков Дона до впадения Хопра, водохозяйственный участок реки — Битюг.